# بازی‌های یادبود مهرداد میناوند و علی انصاریان
بازی‌های یادبود مهرداد میناوند و علی انصاریان مسابقاتی برای بزرگداشت مهرداد میناوند و علی انصاریان و هنرمندان و ورزشکارانی که بر اثر بیماری کروناویروس ۲۰۱۹ درگذشتند بود. این مسابقات در تهران در ورزشگاه آزادی و ورزشگاه غدیر تهران برگزار شد و در تاریخ ۲۸ بهمن آغاز و در تاریخ ۳۰ بهمن به پایان رسید.

## پیش‌زمینه
مهرداد میناوند و علی انصاریان دو بازیکن برجسته فوتبال ایران و تیم پرسپولیس بودند که سابقه حضور طولانی در ترکیب تیم ملی فوتبال ایران را داشته و در کمال ناباوری، به‌طور همزمان به کووید ۱۹ مبتلا شده و پس از مدتی بستری شدن در بیمارستان و وخامت حالشان، با فاصله‌ای یک هفته‌ای به دیار باقی شتافتند. این دو علاوه بر همبازی بودن، پس از بازنشستگی نیز رابطهٔ دوستی بسیار نزدیکی داشته و گفته شد انصاریان در طول دوران بستری شدن به شدت نگران میناوند بوده و هر بار که به هوش می‌آمده سراغ او را می‌گرفته‌است. پس از بستری شدن میناوند در بیمارستان لاله تهران ابتدا اعلام شد وی به دلیل عفونت و درگیری شدید ریه به کما فرورفته است. امّا ساعاتی بعد شایعهٔ به کما رفتن وی از سوی دکتر امیرحسین لطفی، رئیس دپارتمان آی‌سی‌یو بیمارستان لاله رد شد و وی اعلام کرد میناوند به تشخیص پزشکان و به عنوان بخشی از روند درمانی‌اش با دارو به کمای مصنوعی فرورفته‌است. با این حال دکتر لطفی وضعیت میناوند را خیلی خیلی وخیم عنوان کرد و از مردم خواست برای ملی‌پوش سابق ایران دعا کنند. پس از گذشت چند روز دکتر لطفی از بهبودی نسبی حال مهرداد میناوند و پایدار شدن وضعیت وی خبر داد. امّا شب چهارشنبه ۸ بهمن ماه اعلام شد شرایط بدنی وی یکباره تغییر کرد و این پیشکسوت فوتبال ایران در سن ۴۵ سالگی بر اثر آمبولی ریه جان خود را از دست داد. علی انصاریان بازیکن سابق پرسپولیس، استقلال و تیم ملی فوتبال ایران نیز روز چهارشنبه ۱۵ بهمن بر اثر ابتلا به ویروس کرونا در ۴۳ سالگی از دنیا رفت. پس از درگذشت این دو بزرگوار، با تلاش باشگاه فوتبال پرسپولیس، تصمیم گرفته شد یک مسابقه بین منتخب سرخابی و منتخب ۹۸ و یک مسابقه بین هنرمندان استقلال و هنرمندان پرسپولیس برای یادبود مهرداد میناوند و علی انصاریان برگزار شود.

## پخش زنده
این مسابقات از برنامهٔ فوتبال برتر شبکه سه پخش شد.

## تیم‌های شرکت‌کننده
| کشور  | تیم               |
| ----- | ----------------- |
| ایران | منتخب سرخابی      |
| ایران | منتخب ۹۸          |
| ایران | هنرمندان استقلال  |
| ایران | هنرمندان پرسپولیس |

## حواشی بازی‌ها

### منتخب سرخابی–منتخب ۹۸
به مناسبت گرامیداشت یاد و خاطره این دو فوتبالیست پیشکسوت عصر سه‌شنبه ۲۸ بهمن ۱۳۹۹ بازیکنان منتخب تیم ۹۸ و منتخبی از بازیکنان سابق استقلال و پرسپولیس در ورزشگاه آزادی تهران به مصاف هم رفتند که این دیدار با برتری ۳ بر ۲ تیم منتخب سرخابی به پایان رسید.
علی کریمی، جواد کاظمیان و بهنام ابوالقاسم‌پور برای تیم منتخب سرخابی گل زدند و رسول خطیبی و خداداد عزیزی نیز گل‌های تیم منتخب ۹۸ را به ثمر رساندند.
در این دیدار که برای خیلی از بازیکنان مرور خاطرات بازی در ورزشگاه آزادی بود اما جای دو یار قدیمی شأن خالی بود، در دقایق ۸ و ۲۵ که شماره پیراهن انصاریان و میناوند بود بازی متوقف شد و بازیکنان با قرائت فاتحه یاد و خاطره این دو بازیکن را گرامی داشتند.
در تیم منتخب ۹۸ این بازیکنان به میدان رفتند: پرویز برومند، محمد خاکپور، کریم باقری، علیرضا منصوریان، سیروس دین‌محمدی، رسول خطیبی، علی دایی، خداداد عزیزی، علی‌اکبر استاداسدی، رضا شاهرودی، مهدی هاشمی‌نسب، اسماعیل حلالی، علی لطیفی، علی‌اصغر مدیرروستا، ستار همدانی، احمد تقوی، رضا عنایتی. سرمربی: بیژن ذوالفقارنسب.
در تیم منتخب سرخابی‌ها هم این بازیکنان به میدان رفتند:
ابراهیم میرزاپور، یحیی گل‌محمدی، رحمان رضایی، حسین کاظمی، محمد نوازی، علی کریمی، جواد کاظمیان، علیرضا واحدی نیکبخت، بهنام ابوالقاسم‌پور، بهروز رهبری‌فرد، مهدی تارتار، مهدی امیرآبادی، ادموند بزیک، ابراهیم شکوری، رضا جباری، حسن خان‌محمدی، پژمان جمشیدی، عادل کلاه‌کج. سرمربی: علی پروین

### هنرمندان استقلال–هنرمندان پرسپولیس
چهارمین دربی هنرمندان در ۳۰ بهمن ۱۳۹۹ با حضور چهره‌های سینمایی و هنری برگزار شد.
دربی هنرمندان برای یادبود مهرداد میناوند و علی انصاریان دو پیشکسوت فوتبال کشورمان برگزار شد. در این بازی هنرمدان پرسپولیس ابتدا در دقیقه ۱۳ توسط امیر مقاره به گل رسیدند و مهدی ماهانی در دقایق پایانی بازی توانست نتیجه را به تساوی بکشاند.
همچنین بازی در دقایق ۸ و ۲۵، به یاد علی انصاریان و مهرداد میناوند متوقف شد و بازیکنان و دو تیم به احترام دو بازیکن فقید فوتبال کشورمان سکوت کردند.
در تیم هنرمندان استقلال این بازیکنان به میدان رفتند: پرویز برومند، سید جواد هاشمی، هاشم بیک‌زاده، کامران تفتی، هادی کاظمی، محسن تنابنده، بهنام بانی، حامد برادران، بهرام افشاری، پویا امینی، علی صالحی، گرشا قباد، مسعود صادقلو، ارسلان قاسمی، شاهرخ شاهی، علی مسعودی، مبین شادلو، مهدی پاشازاده، علیرضا واحدی نیکبخت، امیرعباس گلاب، میرطاهر مظلومی، علی سفلا، فرزاد شیرمحمدی، آرمین آرمان‌پور، شاهین آرین، میلاد کی‌مرام، مجتبی پوربخش، یاسر بینام، حسن فتحی، مهدی ماهانی، فرهاد جم، پیمان طالبی، رضا عنایتی
در تیم هنرمندان پرسپولیس هم این بازیکنان به میدان رفتند: علی عبدالمالکی، حسن خان‌محمدی، بابک زرین، هومن جوادی، محمدرضا عیوضی، رامین راستاد، فتحی، محمد پروین، دانیال عبادی، جواد کاظمیان، علی لهراسبی، فریدون آسرایی، محسن ایزی، رضا جباری، کامبیز دیرباز، پدرام کریمی، آرش نوایی، محمدرضا مهدوی، بهرنگ علوی، حمید اصغری، عماد طالب‌زاده، فرید فروغی، منوچهر هادی، کیوان ساکت اف، پرواز همای، حامد همایون، جوادی، مجید یلان، سپهر غفارپور، مهدی صالح‌پور، سروش مظهری، نیما نکیسا، امیر مقاره

## بازی‌ها
| منتخب سرخابی                                                  | ۳–۲   | منتخب ۹۸                                                 |
| ------------------------------------------------------------- | ----- | -------------------------------------------------------- |
| علی کریمی ۲۴' · جواد کاظمیان ۲۶' · بهنام ابوالقاسم‌پور ۳۰' (پ) | گزارش | رسول خطیبی ۳۸' · کریم باقری '۷۹ · خداداد عزیزی ۱+۸۰' (پ) |

| منتخب سرخابی | منتخب ۹۸ |

|  | قوانین مسابقه - ۸۰ دقیقه وقت معمول مسابقه. - هر تیم ۷ بازیکن ذخیره خواهد داشت. - در طول مسابقه هر تیم اجازه هر تعداد تعویض دارند. |

| هنرمندان استقلال                   | ۱–۱   | هنرمندان پرسپولیس |
| ---------------------------------- | ----- | ----------------- |
| بهرام افشاری '۴۹ · مهدی ماهانی ۶۹' | گزارش | امیر مقاره ۱۳'    |

| هنرمندان استقلال | هنرمندان پرسپولیس |

|  | قوانین مسابقه - ۷۰ دقیقه وقت معمول مسابقه. - هر تیم ۲۲ بازیکن ذخیره خواهد داشت. - در طول مسابقه هر تیم اجازه هر تعداد تعویض دارند. |

## رده‌بندی نهایی
| رتبه | تیم               | بازی | ب | م | ب | گ‌ز | گ‌خ | ت‌گ | امتیاز |
| ---- | ----------------- | ---- | - | - | - | -- | -- | -- | ------ |
| ۱    | منتخب سرخابی      | ۱    | ۱ | ۰ | ۰ | ۳  | ۲  | ۱+ | ۳      |
| ۲    | هنرمندان استقلال  | ۱    | ۰ | ۱ | ۰ | ۱  | ۱  | ۰  | ۱      |
| ۲    | هنرمندان پرسپولیس | ۱    | ۰ | ۱ | ۰ | ۱  | ۱  | ۰  | ۱      |
| ۴    | منتخب ۹۸          | ۱    | ۰ | ۰ | ۱ | ۲  | ۳  | ۱– | ۰      |

## آمار

### گلزنان
۱ گل
- علی کریمی
- جواد کاظمیان
- بهنام ابوالقاسم‌پور
- رسول خطیبی
- خداداد عزیزی
- امیر مقاره
- مهدی ماهانی